# Quái vật Pope Lick
Quái vật Pope Lick là một sinh vật quái dị có hình dạng giống như một quái vật nửa người nửa dê, nửa cừu được cho là xuất hiện ở vùng Norfolk Đông Nam Railway trong vùng Floyd's Fork Creek vùng Fisherville thuộc Louisville, Kentucky. 

## Mô tả
Theo mô tả thì con quái vật này có chân chắc khỏe, đầy lông như dê, mặt trắng, mũi khoằm giống chim ưng và mắt to. Sừng ngắn và nhọn nhô lên trước trán ẩn dưới bộ tóc dài, bết và có cùng với màu lông ở chân. Nó là một con thú mang những đặc điểm pha trộn khủng khiếp của con người và con dê giống như, có sừng, có móng vuốt với những đường nét dị dạng. Dường như, nó là hình ảnh đặc trưng trong thần thoại Hy Lạp.
Theo lời đồn thì loài quái thú này hoặc là dùng cách thôi miên hoặc là bắt chước giọng để nhử những con mồi vào chỗ chết, một số khác lại kể nói rằng con quái vật này thường nhảy từ các trụ cầu xuống nóc các ô tô đang đi qua dưới nó. Lại có những truyền thuyết khác cho rằng nó tấn công con mồi với một lưỡi rìu dính be bét máu giống như quỷ Satan.

## Ghi nhận khác
Tuy nhiên, nhiều nhân chứng cho rằng, con quái vật này không phải là kết quả của những điều hư không từ những truyện thần thoại mà nó còn xuất hiện ở ngoài thực tế là một sinh vật ăn thịt, hút máu đáng sợ. Năm 1957, lần đầu tiên có người báo cáo là nhìn thấy một con quái vật có lông và sừng ở vùng Forestville và Upper Marlboro thuộc bang Prince George.
Tiếp sau đó đến mùa hè năm 1962, có cáo buộc rằng người dê giết chết khoảng mười bốn người trong đó có 12 trẻ em và hai người lớn khi họ đang đi bộ ở gần hang ổ của chúng. Vẫn có người thoát chết nhưng cơ thể bị xé rách nhiều mảng đến mức độ không thể nhận ra. Họ khẳng định rằng người dê đã hung hăng tấn công các nạn nhân, vừa dùng rìu phanh họ ra thành từng mảnh vừa gào thét những âm thanh ghê rợn mà chỉ quái vật mới có thể tạo ra được.